# Unión Deportiva de Tenerife
Maillots
La Unión Deportiva de Tenerife, également connue populairement comme « la Unión Deportiva » ou par son sigle « UDT », était un club de football espagnol basé à Santa Cruz de Tenerife, sur l'île de Tenerife. L'équipe a été fondée le 18 novembre 1950 après la fusion du CD Iberia et du CD Price, avec l'aide du CD Tenerife, du CD Norte, du Real Hespérides (es) et du Real Unión de Tenerife (es), qui ont fourni un soutien économique et prêté des joueurs. L'objectif principal du club était la promotion en Segunda División, à l'image de ce qu'avait réalisé l'UD Las Palmas, en réunissant les équipes et les joueurs les plus remarquables de l'île. À l'époque, il était difficile pour une équipe des îles Canaries d'accéder à une catégorie nationale, mais ce succès a encouragé les habitants de Tenerife à appliquer la même formule pour avoir leur propre représentant.
Sa campagne la plus notable fut celle de 1950-1951, au cours de laquelle, en tant que champion régional de Tenerife, l'équipe est proche de monter en Segunda División, mais échouera après avoir perdu le barrage de promotion contre le Levante UD sur un score cumulé de 3-2,. Après avoir terminé dernier au classement lors de la saison 1951-1952, le club cesse ses activités en 1953 lorsque le CD Tenerife obtient la promotion en Segunda División, entraînant un retrait des soutiens en faveur de ce dernier, qui réalisa l'objectif initial de donner à Tenerife une équipe dans les compétitions nationales.
Il dispute sa dernière saison au Campo de La Manzanilla (es), inauguré en 1923 et connu depuis 1969 sous le nom d'Estadio municipal Francisco Peraza. Les couleurs du club est le bleu et le blanc, présents sur son maillot principal, tandis que le rouge est utilisé pour le maillot extérieur.

## Histoire

### Contexte et fondation
Après diverses restructurations des championnats régionaux en raison de l'augmentation du nombre de clubs et du développement continu du football en Espagne, des compétitions nationales ont vu le jour au détriment des compétitions locales. Cela a conduit à la disparition de la plupart des tournois régionaux, à l'exception de ceux des îles Canaries, où, en raison du refus des équipes de la péninsule de se déplacer vers les îles à cause de la longue distance et des coûts élevés, les clubs locaux furent exclus et continuèrent à disputer leur propre compétition (Primera Categoría), divisée par îles. Ce n'est qu'en juin 1949 que la Fédération royale espagnole de football approuva l'inclusion de ces clubs dans les catégories nationales, après une assemblée tenue le 4 juin, qui reconnaît le championnat régional comme équivalent à la Tercera División, une condition dont elles avaient été privées jusque-là. À l'issue de la saison 1949-1950, les champions régionaux de Tenerife et de Gran Canaria, le CD Tenerife et l'UD Las Palmas, se disputent la seule place disponible pour la Segunda División, qui revient finalement à l'équipe de Gran Canaria,.
L'instance suprême de la fédération annonce qu'à l'issue de la saison suivante, le champion régional de Tenerife aurait une nouvelle opportunité de promotion lors d'un barrage contre l'équipe classée treizième en Segunda División. Cela incite, en octobre 1950, un accord de fusion entre l'Iberia FC et le CD Price pour créer la Unión Deportiva de Tenerife, dans le but de reproduire le modèle à succès de Gran Canaria. Pour garantir que Tenerife dispose d'un représentant solide dans les compétitions nationales, il est nécessaire d'unifier les efforts, ce qui gagna du soutien à travers des réunions pertinentes. Le club est officiellement constitué le 18 novembre, intégrant tous les clubs de Tenerife de la Primera Categoría. Le CD Tenerife, le CD Norte, le Real Hespérides (es) et le Real Unión de Tenerife (es) s'accordent pour poursuivre un objectif commun, en soutenant et en aidant autant que possible la nouvelle équipe, qui s'appuye sur les meilleurs joueurs de ces clubs.

### Saison 1950-1951
Le 26 novembre, un tournoi organisé par la Fédération ténérifienne de football, à la demande de l'UD Tenerife, s'est tenu au stade Heliodoro Rodríguez López, afin d'identifier les meilleurs joueurs pour son effectif. Appelé Torneo Relámpago, puisqu'il se déroule sur une seule journée, il est remporté par le Real Unión de Tenerife, qui reçoit une coupe offerte par le président de la Fédération canarienne de football, Juan de la Rosa. Dans un premier temps, la possibilité de ne pas disputer cette saison-là le championnat ténérifien de Primera Categoría fut envisagée, mais il eut finalement lieu. La Unión remporte le tournoi à une journée de la fin, avec trois points d'avance sur le Real Hespérides. Grâce à ce succès, les supporters soutiennent encore davantage l'équipe dans son objectif de promotion en Segunda División. L'adversaire lors du barrage de promotion est le Levante UD.
Le match aller se déroule le 13 mai 1951 au stade Heliodoro Rodríguez López. La Unión Deportiva s'impose 1-0 grâce à un but de Lorencito à la huitième minute, bien qu'il ait manqué un penalty en seconde période, qui s'avéra décisif,. Le Heliodoro enregistra, ce jour, la plus grande affluence de l'histoire du football ténérifien,. Le match retour se déroule le 27 mai au stade de Vallejo (es) à Valence. Levante renverse la situation avec une victoire 3-1, grâce à des buts de Joaquín Amat, Francisco Lahuera et Vicente Morera pour les Valenciens, et un but de Mario à la quarante-neuvième minute pour Tenerife. L'UD Tenerife perd la confrontation sur le score cumulé de 3-2 et ne parvient pas à obtenir la promotion.
| Match aller | UD Tenerife  | 1 – 0   | Levante UD | Stade Heliodoro Rodríguez López, Santa Cruz de Tenerife |                                |
| 13 mai 1951 | Lorencito 8e | (1 – 0) |            | Arbitrage : José Guerra Prieto                          | Arbitrage : José Guerra Prieto |
| 13 mai 1951 | Rapport      |         |            | Arbitrage : José Guerra Prieto                          | Arbitrage : José Guerra Prieto |

| Match retour | Levante UD                                  | 3 – 1   | UD Tenerife | Stade de Vallejo (es), Valence     |                                    |
| 27 mai 1951  | Amat 11e · Lahuerta 71e · Morera 82e (pen.) | (1 – 0) | 48e Mario · | Arbitrage : Antonio Balsells Regué | Arbitrage : Antonio Balsells Regué |
| 27 mai 1951  | Rapport                                     |         |             | Arbitrage : Antonio Balsells Regué | Arbitrage : Antonio Balsells Regué |

### Saison 1951-1952
La déception liée à l'échec de la promotion engendre un découragement parmi les supporters et le club, affaiblissant le projet,, ce qui se traduit par la décision du CD Tenerife de reprendre la compétition de manière indépendante. Les autres clubs continuent d'apporter leur soutien malgré l'absence d'opportunité de promotion la saison suivante, faute de place disponible,. Le tournoi, dépourvu de l'attrait des précédents, est remporté par le CD Tenerife, suivi au classement du CD Norte et du Real Unión, troisième. La Unión Deportiva, avec des changements dans son effectif, occupe la cinquième et dernière place, avec trois points. À l'issue de la saison, et malgré l'annonce de l'attribution d'une nouvelle place de promotion, les accords de collaboration s'affaiblissent, transformant l'objectif en une utopie.

### Saison 1952-1953
Le champion de Tenerife 1952-1953 doit disputer un barrage aller-retour contre l'équipe classée douzième du groupe 2 de Segunda División, offrant ainsi une nouvelle occasion pour les clubs de représenter la province de Santa Cruz de Tenerife au niveau national. Cependant, l'intérêt renouvelé pour la promotion fut compliqué par la Fédération espagnole, qui exige qu'un terrain sur gazon est nécessaire pour les compétitions nationales, ce qui n'est pas le cas du club. Devant l'impossibilité d'assumer les coûts d'une hypothétique promotion, le Real Hespérides cède son terrain conforme, La Manzanilla (es), à La Unión.
En raison du retrait de plusieurs équipes, la fédération insulaire organise un tournoi de promotion au lieu du championnat traditionnel. Le tournoi est disputé par trois clubs après l'exclusion du Real Hespérides et du Real Unión. Le CD Tenerife bat les deux autres prétendants et, plus tard, l'Orihuela Deportiva lors du barrage de promotion, devenant ainsi le premier club de Tenerife à concourir au niveau national,. Après la promotion du CD Tenerife, la Unión Deportiva est dissoute, son objectif fondateur ayant été atteint, mais par un autre club.

## Symbolisme

Écusson de Tenerife.

### Écusson
L'écusson de l'UD Tenerife a la forme d'une « olla », divisé en trois quartiers. La partie inférieure représente le Teide avec de la neige à son sommet, entouré d'un ciel bleu orné de six étoiles. La partie supérieure est composée de pals blancs et bleus, les deux couleurs identitaires de l'équipe. Entre elles se trouve l'écusson de Tenerife, sans la couronne d'infant, les palmiers et la bordure rouge. Au centre de l'écusson, une bande porte le nom du club, U. D. Tenerife. En haut, l'écusson est surmonté d'une couronne royale.

### Maillots
- Domicile : La tenue domicile se compose d'un maillot bleu à manches blanches, d'un short blanc et de chaussettes blanches[8].
- Extérieur : La tenue extérieur se compose d'un maillot rouge, d'un short rouge et de chaussettes rouges[8].

| Maillot domicile | Maillot extérieur |

## Stade

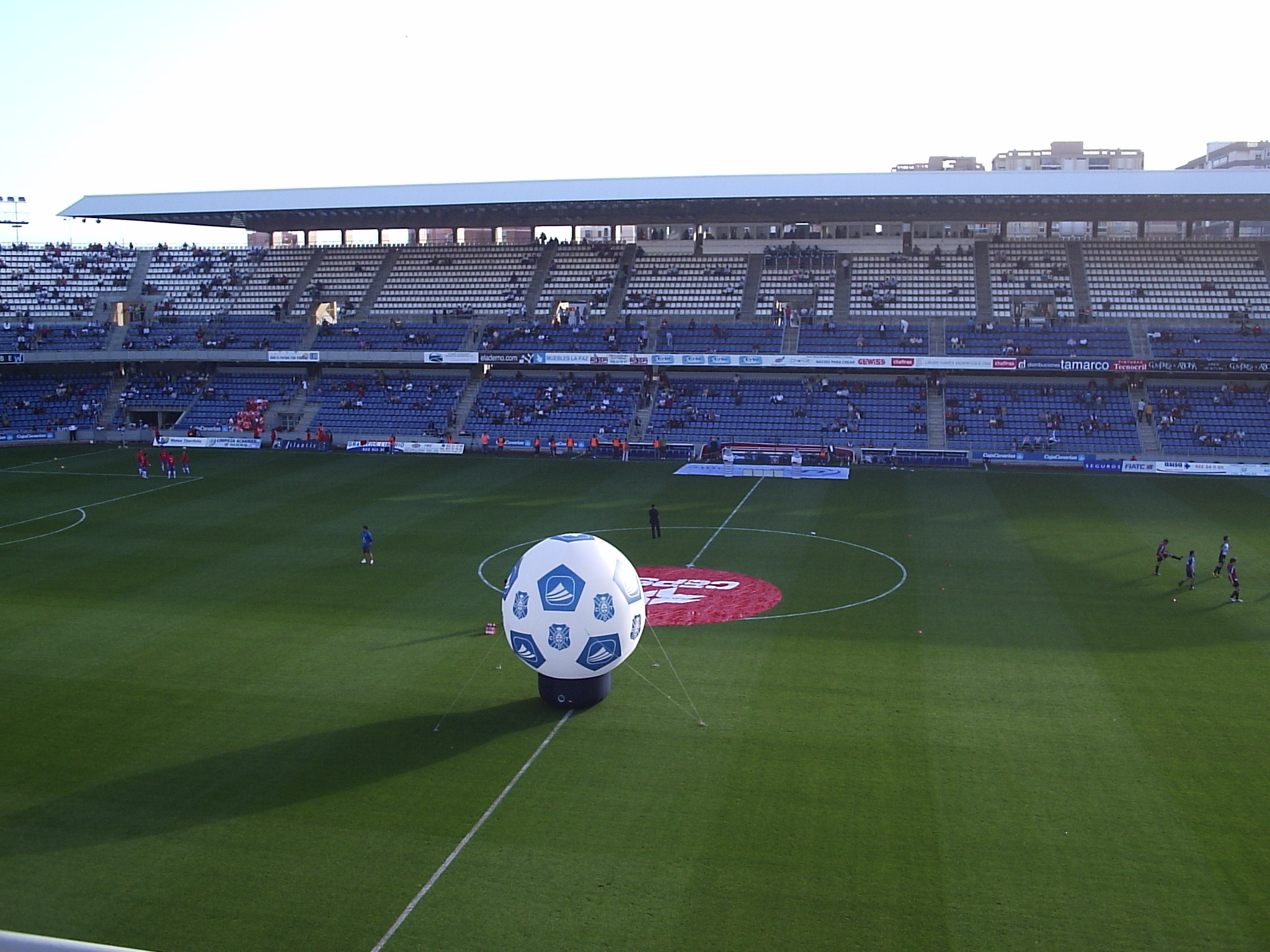
État actuel de l'Heliodoro.

L'UD Tenerife dispute sa dernière saison au Campo de La Manzanilla (es), connu depuis 1969 sous le nom d'Estadio municipal Francisco Peraza. Ce terrain est cédé par le Real Hespérides (es) en 1952, car les équipes ne disposant pas de leur propre terrain n'étaient pas autorisées à participer aux compétitions nationales. Conscient de son incapacité à assumer les coûts liés à une compétition nationale, le Real Hespérides transféra la propriété du terrain à la Unión Deportiva. Le stade, inauguré en 1923, est situé à La Vega Lagunera, dans la municipalité de San Cristóbal de La Laguna.
Auparavant, elle jouait au stade Heliodoro Rodríguez López, situé Calle La Mutine s/n, à Santa Cruz de Tenerife. Propriété du CD Tenerife, il est mis à disposition de la Unión Deportiva pour ses matchs. Dans ses premières années, il avait une capacité de 7 000 spectateurs.

## Détails du club

### Historique des saisons
| Rang | Équipe               | Pts | J | G | N | P | Bp | Bc | GA    |
| ---- | -------------------- | --- | - | - | - | - | -- | -- | ----- |
| 1    | UD Tenerife          | 14  | 8 | 6 | 2 | 0 | 25 | 7  | 3,571 |
| 2    | CD Tenerife          | 8   | 8 | 3 | 2 | 3 | 13 | 10 | 1,300 |
| 3    | Real Hespérides (es) | 8   | 8 | 3 | 2 | 3 | 11 | 15 | 0,733 |
| 3    | CD Norte             | 6   | 8 | 3 | 0 | 5 | 12 | 18 | 0,667 |
| 4    | RU Tenerife (es)     | 4   | 8 | 1 | 2 | 5 | 8  | 19 | 0,421 |

| Rang | Équipe               | Pts | J | G | N | P | Bp | Bc | GA    |
| ---- | -------------------- | --- | - | - | - | - | -- | -- | ----- |
| 1    | CD Tenerife          | 12  | 8 | 6 | 0 | 2 | 22 | 8  | 2,750 |
| 2    | CD Norte             | 12  | 8 | 6 | 0 | 2 | 19 | 12 | 1,583 |
| 3    | RU Tenerife (es)     | 7   | 8 | 3 | 1 | 4 | 12 | 18 | 0,667 |
| 4    | Real Hespérides (es) | 6   | 8 | 2 | 2 | 4 | 12 | 17 | 0,706 |
| 5    | UD Tenerife          | 3   | 8 | 1 | 1 | 6 | 13 | 23 | 0,565 |

| Rang | Équipe      | Pts | J | G | N | P | Bp | Bc | GA     |
| ---- | ----------- | --- | - | - | - | - | -- | -- | ------ |
| 1    | CD Tenerife | 8   | 4 | 4 | 0 | 0 | 12 | 1  | 12,000 |
| 2    | UD Tenerife | 2   | 4 | 1 | 0 | 3 | 6  | 9  | 0,667  |
| 3    | CD Norte    | 2   | 4 | 1 | 0 | 3 | 5  | 13 | 0,385  |

### Palmarés
- Primera Categoría de Tenerife (1): 1950-1951[3].

## Membres

### Joueurs
Pour la fondation du club, plusieurs équipes de Tenerife ont prêté leurs joueurs les plus notables afin de créer une équipe représentant l'île. Le CD Tenerife a fourni six joueurs, le Real Unión de Tenerife (es) et le CD Norte cinq, le Real Hespérides (es) trois, et le CD Iberia et le CD Price deux. Les joueurs du Tenerife étaient Gorrín, Llanos, Santiago Villar, Arbelo, Cabrera et Rojas.
Mario, joueur de la Unión Deportiva, est le meilleur buteur de la Primera Categoría de Tenerife lors de la saison 1950-1951, avec huit buts. Au cours de cette saison, la Unión aligne vingt joueurs, Chicho, Mario et Pedrín étant ceux qui disputent le plus de matchs, avec huit apparitions chacun. Cabrera, Llanos et Villar font sept apparitions.

### Entraîneurs
Selon le site de données sportives BDFutbol, l'espagnol Juan Herrera a entraîné l'équipe lors du barrage de promotion et au cours de la saison 1950-1951. Dans une interview accordée au journal Aire Libre avant le tirage au sort du barrage, Juan a déclaré : « Nous aimerions jouer le premier match à domicile. Ici, nous pourrions aligner l'équipe au complet et avec du moral. Si nous jouons le premier match à l'extérieur, nous pourrions avoir des blessés et un résultat défavorable, ce qui affecterait le moral de l'équipe et des supporters. ».

## Présidents
L'UD Tenerife a eu deux présidents. Le premier fut Fernando Aronzena, élu le 31 juillet 1951, après un conseil d'administration provisoire. Le second fut Vicente Álvarez Cruz, qui lui succéda à la suite des élections du 28 juin 1952. Vicente a été présenté comme candidat par Aronzena lors d'une interview réalisée quelques jours avant le vote, le 16 juin 1952.

## Supporters
Dès sa création, l'équipe a eu un groupe de supporters nommé « Peña Rambla ». Basé sur la Rambla de Santa Cruz, il disposait d'un lieu de rassemblement appelé « Casa Ramallo ». Ils apportaient un soutien financier et encourageaient l'équipe avec des banderoles, des pétards, des drapeaux et des feux d'artifice lors des matchs à domicile. Les initiales du groupe, R.A.M.B.L.A., signifiaient « Rápido Ascenso Manteniendo Bien Las Aspiraciones » (promotion rapide en maintenant des aspirations élevées). Il existait également un groupe de supporters au Venezuela, organisé par des expatriés de Tenerife, qui apportait un soutien financier,.